# Calvadosia cruciformis
Calvadosia cruciformis is een neteldier uit de klasse Staurozoa en behoort tot de familie Kishinouyeidae. Calvadosia cruciformis werd in 1917 voor het eerst wetenschappelijk beschreven door Okubo.